# Assim Como a Gente
Assim Como a Gente é um programa brasileiro produzido pelo GNT em parceira com o Globoplay . É apresentado por Fátima Bernardes, a primeira temporada teve estreia em 13 de outubro de 2023 no streaming e no canal por assinatura. A estreia foi simultânea no Globoplay e GNT.
Cada episódio, promove o encontro entre duas personalidades de destaque, que enfrentam desafios semelhantes, para um bate-papo informal repleto de reflexões. A primeira temporada tem dez episódios com estreia para 13 de outubro de 2023.

## Episódios
| Episódio              | Convidados             | Debate    |
| --------------------- | ---------------------- | --------- |
| 13 de outubro de 2023 | Lulu Santos e Ludmilla | LGBTQIPN+ |